# 小行星4535
小行星4535（4535 Adamcarolla）是一颗绕太阳运转的小行星，为主小行星带小行星。该小行星于1986年8月28日发现。小行星4535的轨道半长轴为2.7905983 UA，离心率为0.1563358。该小行星是以亚当·卡罗拉命名。